# Josef Růžička (partyzán)
Josip Ružička či Josef Růžička (10. srpna 1919 Otkopi – 7. února 1945 Orahovica) byl účastník bojů za druhé světové války v Jugoslávii a národní hrdina Jugoslávie.

## Životopis
Narodil se roku 1919 ve vesnici Otkopi blízko Daruvaru. Po ukončení krajanské základní školy v Končanici pracoval jako sezonní pracovník v rybářství v Končanici. Roku 1929 zde byly založeny dělnické odbory a v roce 1936 dělníci uspořádali stávku. Požadovali zkrácení pracovní doby z 12 na 10 hodin a navýšení denní mzdy na 50 para.
V říjnu 1941 vstoupil do vojska domobrany, nejprve v Požeze, později v Záhřebu. Zde se setkal se sympatizanty Rady národního osvobození (Narodnooslobodilački pokret Jugoslavije).
V únoru 1942 se vrátil do rodné obce, kde se také formovala odbojová organizace (Narodnooslobodilački odbor), zde odevzdal zbraně a v civilním oděvu se vydal do Záhřebu. Zde jej zatkli ustašovci a uvěznili jej. V březnu 1943 se Růžičkovi podařilo uprchnout z vězení a utekl do Gariće, kde znovu navázal kontakt s partyzány.
Účastnil se mnohých bojů a na podzim 1942 se dostal do Daruvaru, kde byl raněn a léčil se v rodných Otkopech. Poté se znovu vrátil k odbojové činnosti. Počátkem roku 1943 byl přijat do Komunistické strany Jugoslávie.
Dne 3. dubna 1943 se stal velitelem Československého batalionu, jenž spadal pod 17. slavonskou brigádu NOVJ (pozdější AVNOJ). V dalších bojích na Banovině byl opět raněn a léčil se v Otkopech.
Dále působil ve štábu 12. divize, v únoru 1944 se stal velitelem I. československé brigády Jana Žižky z Trocnova, založené 26. října v Bučji. Bojoval v Mosavině, Slavonii a Posavině a byl vícekrát raněn. Z důvodu vojenského výcviku v zimě 1944 jednotku opustil. Absolvoval vojensko-politický kurz na velitelství 6. slovanského sboru. V únoru 1945 se opět vrátil k brigádě Jana Žižky jako velitel brigády. Zemřel v této službě jako major NOVJ 7. února 1945 poblíž Orahovice v bojích proti německým silám.

## Posmrtná památka
Z nařízení prezidenta tehdejší Federativní lidové republiky Jugoslávie Josipa Broze Tita byl 24. července 1953 prohlášen národním hrdinou Jugoslávie.
Pojmenována je po něm Česká základní škola „Josip Ružička“ v Končanici.